# Корлейс, Эргард Иванович
Корлейс Эргард Иванович — хирург, старший врач подвижного лазарета им. Русского учительства.

## Биография

Доктор Корлейс за работой

Корлейс родился 4 января 1870 года в г. Рославле Витебской губернии. Дедушка Корлейса был шотландцем, мать — немкой. У него было две сестры (Эрна и Эмма).
Корлейс закончил гимназию в Минске. В 1896 году окончил Тартуский университет. В 1897 году принял русское подданство.
В 1896—1900 гг. Корлейс учился в Юрьевской университетской хирургической клинике у профессора В. Коха. Также был ассистентом профессора Тилинга. После Корлейс работал в хирургическом отделении Евангельской и Обуховской больниц в городе Петербург.
В 1900—1901 гг. участвовал в качестве хирурга в Китайском походе.
Письмо одного Уфимского губернатора к Стерлитамакскому уездному исправнику от 28 августа 1902 года доказало, что в 1902 году Корлейс уже был врачом заводской больницы в селе Воскресенском.
В период с 7 октября 1908 по май 1912 Корлейс состоял на государственной службе по чинопроизводству, а также командировывался за границу.
С 14 ноября 1914 по май 1918 года Корлейс находился на фронтах первой мировой войны. Он работал старшим врачом, а также начальником Передового отряда Российского Общества Красного Креста им. «Русского учительства».
В 1918—1921 гг. Корлейс служил в рабоче-крестьянской Красной армии. Он работал в качестве врача-хирурга в Ростове-на-Дону, главного врача госпиталей в таких городах, как Краснодар, Новороссийск, Одесса.
Вскоре Корлейс был демобилизован и направлен в Воскресенский завод Стерлитамакского уезда Уфимской губернии.
На данный момент в Москве живут потомки Корлейса, а именно его дочери:
- дочь Эргарда Корлейса Елена Эргардовна

Родилась в 1923 году. Работала врачом-психоневрологом. В 1947—1950 годах после окончания института она работала врачом в селе Воскресенском. Ее дочь Анна Юрьевна - тоже врач.
- дочь Эргарда Корлейса Ольга Эргардовна

Родилась в 1924 году. Работала врачом. Кандидат медицинских наук, доцент.
Кто-то из его потомков живут во Франции. Многие его родственники в разные года жили в Башкирии.
Дочери Корлейса подарили Воскресенскому музею личные вещи своего отца, предметы с его письменного стола, монограммой: нож для резки бумаг, серебряный футляр для спичечного коробка, фотопортрет отца и другие вещи.

## Награды
- Медаль в память о Китайском походе (1900—1901)
- Знак Красного Креста
- Орден святой Анны 2 степени (1915)
- Орден святой Анны 3 степени (1918)
- Орден святого Владимира 4 степени (1915)
- Орден святого Станислава 2 степени (1915)
- Благодарность Комитета Помощи пострадавшим от войны (1915 год).